# Молодіжна збірна Чехії з футболу
Молодіжна збірна Чехії з футболу (чеськ. Česká fotbalová reprezentace do 21 let) — національна футбольна збірна Чехії гравців віком до 21 року (U-21), яка підпорядкована Футбольній асоціації Чеської Республіки.

## Виступи начемпіонатах Європи
- 1978 - 1994: входила до складу Чехословаччини, гравці виступали за молодіжну збірну Чехословаччини

| 1996  | Чвертьфінал             | 2                       | 0                       | 0                       | 2                       | 2                       | 4                       | 10  | 7  | 2  | 1  | 33  | 9   |
| 1998  | Не пройшла кваліфікацію | Не пройшла кваліфікацію | Не пройшла кваліфікацію | Не пройшла кваліфікацію | Не пройшла кваліфікацію | Не пройшла кваліфікацію | Не пройшла кваліфікацію | 8   | 3  | 0  | 5  | 13  | 13  |
| 2000  | 2 місце                 | 4                       | 2                       | 1                       | 1                       | 9                       | 7                       | 12  | 9  | 1  | 2  | 20  | 6   |
| 2002  | Переможці               | 5                       | 2                       | 2                       | 1                       | 5                       | 5                       | 12  | 9  | 2  | 1  | 29  | 6   |
| 2004  | Не пройшла кваліфікацію | Не пройшла кваліфікацію | Не пройшла кваліфікацію | Не пройшла кваліфікацію | Не пройшла кваліфікацію | Не пройшла кваліфікацію | Не пройшла кваліфікацію | 10  | 7  | 0  | 3  | 20  | 7   |
| 2006  | Не пройшла кваліфікацію | Не пройшла кваліфікацію | Не пройшла кваліфікацію | Не пройшла кваліфікацію | Не пройшла кваліфікацію | Не пройшла кваліфікацію | Не пройшла кваліфікацію | 12  | 6  | 3  | 3  | 26  | 11  |
| 2007  | Груповий етап           | 3                       | 0                       | 1                       | 2                       | 1                       | 4                       | 4   | 3  | 1  | 0  | 7   | 3   |
| 2009  | Не пройшла кваліфікацію | Не пройшла кваліфікацію | Не пройшла кваліфікацію | Не пройшла кваліфікацію | Не пройшла кваліфікацію | Не пройшла кваліфікацію | Не пройшла кваліфікацію | 8   | 4  | 2  | 2  | 19  | 5   |
| 2011  | 4 місце                 | 5                       | 2                       | 0                       | 3                       | 4                       | 6                       | 10  | 9  | 1  | 0  | 30  | 4   |
| 2013  | Не пройшла кваліфікацію | Не пройшла кваліфікацію | Не пройшла кваліфікацію | Не пройшла кваліфікацію | Не пройшла кваліфікацію | Не пройшла кваліфікацію | Не пройшла кваліфікацію | 10  | 6  | 3  | 1  | 26  | 7   |
| 2015  | Груповий етап           | 3                       | 1                       | 1                       | 1                       | 6                       | 3                       |     |    |    |    |     |     |
| 2017  | Груповий етап           | 3                       | 1                       | 0                       | 2                       | 5                       | 7                       | 10  | 7  | 2  | 1  | 29  | 10  |
| 2019  | Не пройшла кваліфікацію | Не пройшла кваліфікацію | Не пройшла кваліфікацію | Не пройшла кваліфікацію | Не пройшла кваліфікацію | Не пройшла кваліфікацію | Не пройшла кваліфікацію | 10  | 6  | 2  | 2  | 19  | 8   |
| 2021  | Груповий етап           | 3                       | 0                       | 2                       | 1                       | 2                       | 4                       | 10  | 6  | 3  | 1  | 20  | 4   |
| 2023  | Груповий етап           | 3                       | 1                       | 0                       | 2                       | 2                       | 4                       | 12  | 8  | 2  | 2  | 25  | 7   |
| 2025  | Груповий етап           | 3                       | 1                       | 0                       | 2                       | 5                       | 7                       | 10  | 5  | 3  | 2  | 16  | 12  |
| Разом | 10/16                   | 34                      | 10                      | 7                       | 17                      | 41                      | 51                      | 138 | 90 | 24 | 24 | 316 | 100 |

- — країна-господар фінального турніру

## Досягнення
- Молодіжний чемпіонат Європи:
  -  Чемпіон (1): 2002
  -  Віце-чемпіон (1): 2000